# Сайкс, Джон
Джон Джеймс Сайкс (англ. John James Sykes; 29 июля 1959, Рединг — декабрь 2024) — британский гитарист, вокалист и автор песен.
Известен по выступлениям в группах Tygers of Pan Tang, Thin Lizzy, Whitesnake, Blue Murder и в сольном проекте Sykes.

## Биография
Джон родился 29 июля 1959 года в Рединге, Великобритания. Профессиональную музыкальную карьеру он начал в 1980 году в группе The Tygers of Pan Tang, которая относилась к «New Wave of British Heavy Metal» (Новой Волне Британского Тяжёлого Металла). Но в 1982 после пары лет записей и турне он оставил группу и ушёл в Thin Lizzy, исполняющую классический рок. Его можно услышать в альбомах Thunder and Lightning, Live Life и в живом выступлении, записанном BBC на последнем концерте группы на Reading festival в 1983 году. После этого «прощального тура» Джон участвует в сольном проекте Фила Лайнотта. Они дают концерты в Европе, назвавшись «The Three Musketeers» («Три Мушкетёра»).
Далее Джон получает приглашение присоединиться к Whitesnake, он участвует в Американском релизе альбома
Slide It In. Группа интенсивно гастролирует в поддержку альбома и заканчивает гастрольный тур перед 500-тысячной толпой на фестивале «Rock in Rio» в 1985 году. Фестиваль также транслировался по телевидению в Южной Америке.
Следующий альбом вышел в 1987 году и был так и назван — «1987». Здесь Сайкс не только гитарист, но и автор песен, очень разнохарактерных. Альбом разошёлся тиражом в 20 миллионов копий по всему миру, сразу став классикой хэви-метала, а песни с него до сих пор с удовольствием крутят по радио. Альбом стал самым коммерчески успешным альбомом группы на сегодняшний день, заняв второе место в чарте Billboard 200 и продав более восьми миллионов копий в США.
С тех пор как Сайкс покинул Уайтснейк, его отношения с Дэвидом Ковердейлом оставались напряженными, и Сайкс признался, что все ещё «очень зол» на то, как Ковердейл отреагировал на его увольнение. В 2017 году Сайкс сказал о Ковердейле: «Я действительно не заинтересован в том, чтобы когда-либо снова разговаривать с ним». Он также заявил: «Я сожалею, что мне так и не удалось сыграть песни вживую — и я думаю, что поклонники тоже сожалеют об этом».

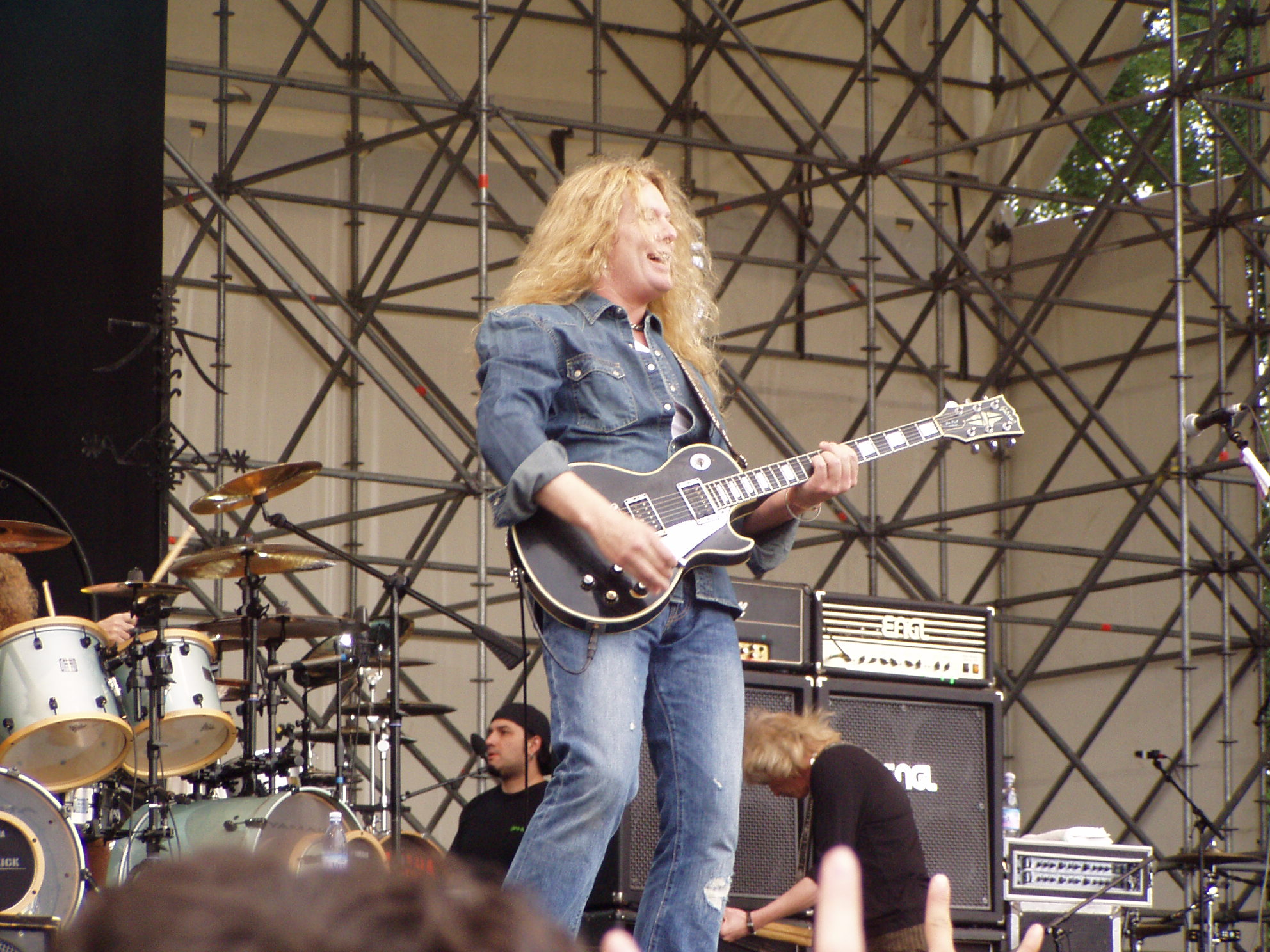
Джон Сайкс во время выступления

После ухода из «Whitesnake» Джон возвращается в Англию и собирает успешную группу Blue Murder. В группу вошли басист Тони Франклин и барабанщик Кармайн Эппис. Их дебютный альбом преподносит слушателям не только пламенную и мелодичную гитару Джона, но и его голос. В альбоме есть как эпические рок-композиции («Valley of the Kings»), так и более попсовые вещи («Jelly Roll»).
Франклин и Эппис в конце концов покинули Blue Murder, а Сайкс выпустил второй альбом группы Nothin' But Trouble (1993) с новым составом. Он не попал в чарты, и Сайкс в очередной раз приписал неудачу «Geffen Records», который, по его мнению, «ничего не сделал» для продвижения альбома.
Уже некоторое количество лет Джон выпускает альбомы под маркой «Sykes». Также он и Скотт Горэм всё ещё гастролируют как Thin Lizzy, и Джон исполняет вокальные партии в память о Филе Линотте, скончавшемся в 1986 году. Также Джон Сайкс был одним из музыкантов, написавших саундтрек к анимационному сериалу The Legend of Black Heaven, выпущенному режиссёром Кикути Ясухито в 1999 году.
Во время выступления на That Metal Show в 2011 году Сайкс рассказал, что формирует новую группу The Winery Dogs с барабанщиком Майком Портным. Позже Сайкса заменил Ричи Коцен.
В 2013 году Сайкс сообщил, что работает над новым сольным альбомом. В январе 2019 года было объявлено, что Сайкс подписал контракт на запись с Golden Robot Records. Однако в ноябре 2019 года Сайкс объявил, что прекратил сотрудничество с Golden Robot Records. 1 января 2021 года Сайкс выпустил «Dawning of a Brand New Day», свою первую новую песню за более чем 20 лет. За ним последовал «Out Alive» в июле.
20 января 2025 года, в понедельник, на его официальном сайте было объявлено, что Сайкс умер от рака. Ему было 65 лет.

## Дискография
Streetfighter
- Crazy Dream EP

Tygers of Pan Tang
- Spellbound (1981)
- Live at Nottingham Rock City (1981)
- Crazy Nights (1982)
- The Cage (1983) (песни «Love Potion No. 9» и «Danger in Paradise»)

Badlands
- Badlands demo tape (1982)

Thin Lizzy
- Thunder and Lightning (1983)
- BBC Radio One Live in Concert (1983)
- Life (1983)
- One Night Only (2000)

С Филом Лайноттом
- Live in Sweden 1983 (1983)

Whitesnake
- Slide It In (US Version) (1984)
- Whitesnake (1987)
- 1987 Versions

Blue Murder
- Demo (1988)
- Blue Murder (1989)
- Nothin' but Trouble (1993)
- Screaming Blue Murder: Dedicated to Phil Lynott (1994)

Сольные альбомы
- Please Don’t Leave Me (1982)
- Out of My Tree (1995)
- I Don't Wanna Live My Life Like You (1995)
- Loveland (1997)
- 20th Century (1997)
- Chapter One (1998)
- Best of John Sykes (2000)
- Nuclear Cowboy (2000)
- Bad Boy Live! (2004)
- Untitled solo album (2014)

Участие в других проектах
- Crossfire: A Salute to Stevie Ray Vaughan, (1996), Blues Bureau International
- HTP, Hughes Turner Project (2002), MTM Music
- Mythology, Дерек Шеринян, (2004), InsideOut Music
- Merry Axemas 2 — More Guitars for Christmas, (2005), Sony Special Product